# ローカル枠
ローカル枠（ろーかるわく）とは、番組ネットワークにおいて、
1. ローカル番組（地域情報番組）を放送する時間の枠。「地域情報枠」とも。
  - ニュース番組や情報番組などのネットワーク番組に含まれる地元放送局からの情報に差し替える部分。
  - ネットワーク番組ではなく、地元放送局からの番組を放送する時間帯。
2. 民間放送のネットワークにおいて、番組スポンサーを各放送局で調達する時間帯。「ローカルセールス枠」ともいう（代表例・それいけアンパンマン等）。

## テレビのローカル枠
テレビの場合はキー局からの情報が終わったあと、キー局以外では画面と音声を切りかえて地元の情報を伝える、という編成方式がある。ここで放送される各局制作の部分は、おおむねニュースや天気予報が中心である。終わってネット番組に戻る場合、キー局発信の情報が見切れて入ってくることがある。特に天気予報では、全国の天気予報と関東地方の天気予報ではBGMが異なる事がある。

### ローカル枠・ローカルセールス枠のある番組 （2025年4月現在）
W：ローカル枠あり、S：セールス枠あり
日本テレビ放送網（NTV）
- ZIP!（平日 05:50 - 08:00） - W・S
- news every.（平日 15:50 - 19:00） - S
- シューイチ（土曜 05:55 - 09:25） - W・S
- NNNニュースサンデー（日曜 06:15 - 06:30） - W
- news zero（月曜から木曜 23:00 - 23:59、金曜 23:30 - 翌0:30） - w

TBSテレビ
- THE TIME,（平日 05:20 - 08:00） - W・S
- ひるおび（平日 10:25 - 13:55） - W・S
- Nスタ（平日 15:49 - 19:00） - S
- バナナマンの早起きせっかくグルメ!!（日曜 06:00 - 06:45） - W・S

フジテレビジョン（CX）
- めざましテレビ（平日 05:25 - 08:00） - S
- めざましどようび（土曜 06:00 - 08:30） - S
- Live News イット!（平日 15:45 - 19:00） - S
- FNNニュース（日曜 6:00 - 6:15） - W

テレビ朝日（EX）
- 大下容子ワイド!スクランブル（平日 10:25 - 13:00） - W・S
- スーパーJチャンネル（月曜から木曜 16:45 - 19:00、金曜 16:45 - 18:50） - S

### プライムタイム・23時台においてローカルセールス枠となっている時間帯（2025年4月現在）
ミニ番組並びに一部分のみローカルセールス枠となる番組は除く、通常時、別途レギュラー番組で差し替えを行っている系列局（クロスネット局である福井放送（FBC）、テレビ大分（TOS）、テレビ宮崎（UMK）は除く）は併記。

#### 日本テレビ放送網（NTV）
| 放送時間           | 放送局                        | 放送番組                                                       |
| ------------------ | ----------------------------- | -------------------------------------------------------------- |
| 金曜 19:00 - 19:56 | 日本テレビ（NTV）及び下記以外 | ニノさん                                                       |
| 金曜 19:00 - 19:56 | 山梨放送（YBS）               | やまなし調ベラーズ ててて!TV                                   |
| 金曜 19:00 - 19:56 | テレビ新潟（TeNY）            | 新潟炊きたてバラエティー おにぎりハウス                        |
| 金曜 19:00 - 19:56 | 中京テレビ（CTV）             | PS純金                                                         |
| 金曜 19:00 - 19:56 | 読売テレビ（YTV）             | 大阪ほんわかテレビ                                             |
| 金曜 19:00 - 19:56 | 熊本県民テレビ（KKT）         | くりぃむしちゅーの熊本どぎゃん!?                               |
| 土曜 23:30 - 23:55 | 日本テレビ（NTV）及び下記以外 | サクサクヒムヒム ☆推しの降る夜☆                                |
| 土曜 23:30 - 23:55 | 長崎国際テレビ（NIB）         | よル〜じげ トゥギャザーしようぜ!!                              |
| 日曜 23:25 - 23:55 | 日本テレビ（NTV）及び下記以外 | ダウンタウンのガキの使いやあらへんで!                          |
| 日曜 23:25 - 23:55 | 札幌テレビ（STV）             | 道産人間オズブラウン                                           |
| 日曜 23:25 - 23:55 | 広島テレビ（HTV）             | 東野・岡村の旅猿 プライベートでごめんなさい…（日本テレビ制作） |
| 日曜 23:25 - 23:55 | 福岡放送（FBS）               | ナンデモ特命係 発見らくちゃく!                                 |

#### TBSテレビ
| 放送時間           | 放送局                | 放送番組                                                  |
| ------------------ | --------------------- | --------------------------------------------------------- |
| 水曜 19:00 - 20:00 | TBSテレビ及び下記以外 | 世界くらべてみたら                                        |
| 水曜 19:00 - 20:00 | IBC岩手放送           | わが町バンザイ                                            |
| 水曜 19:00 - 20:00 | テレビユー山形（TUY） | やっshow!まかshow!どっこいshow!どすコイやまがた           |
| 水曜 19:00 - 20:00 | テレビユー福島（TUF） | ふくしまSHOW                                              |
| 水曜 19:00 - 20:00 | 信越放送（SBC）       | SBCスペシャル                                             |
| 水曜 19:00 - 20:00 | 新潟放送（BSN）       | 新潟全県民バラエティ 水曜見ナイト                         |
| 水曜 19:00 - 20:00 | 北陸放送（MRO）       | 絶好調W                                                   |
| 水曜 19:00 - 20:00 | 静岡放送（SBS）       | 静岡発そこ知り                                            |
| 水曜 19:00 - 20:00 | CBCテレビ             | 東海地方のド定番 なぜそこまで愛される?太田×石井のデララバ |
| 水曜 19:00 - 20:00 | 毎日放送（MBS）       | 水野真紀の魔法のレストラン                                |
| 水曜 19:00 - 20:00 | RSK山陽放送           | VOICE de GO!                                              |
| 水曜 19:00 - 20:00 | 山陰放送（BSS）       | 生たまごJOY!                                              |
| 水曜 19:00 - 20:00 | あいテレビ（itv）     | よるマチ!                                                 |
| 水曜 19:00 - 20:00 | RKB毎日放送           | まじもん!                                                 |
| 水曜 19:00 - 20:00 | 熊本放送（RKK）       | 週刊山崎くん                                              |
| 水曜 19:00 - 20:00 | 大分放送（OBS）       | 旬感!3ch                                                  |
| 水曜 19:00 - 20:00 | 宮崎放送（MRT）       | わけもん!!                                                |
| 水曜 19:00 - 20:00 | 南日本放送（MBC）     | てゲてゲ                                                  |
| 水曜 19:00 - 20:00 | 琉球放送（RBC）       | 秘密のケンミンSHOW極（読売テレビ制作）                    |
| 水曜 20:00 - 21:00 | TBSテレビ及び下記以外 | 巷のウワサ大検証!それって実際どうなの会                   |
| 水曜 20:00 - 21:00 | 毎日放送（MBS）       | ゼニガメ                                                  |
| 水曜 20:00 - 21:00 | 南日本放送（MBC）     | どーんと鹿児島                                            |
| 水曜 21:00 - 21:58 | TBSテレビ及び下記以外 | ニノなのに                                                |
| 水曜 21:00 - 21:58 | 熊本放送（RKK）       | 水曜だけど土曜の番組（20:55 - 21:58）                     |

#### フジテレビジョン（CX）
| 放送時間           | 放送局                       | 放送番組                                                                        |
| ------------------ | ---------------------------- | ------------------------------------------------------------------------------- |
| 火曜 19:00 - 20:00 | フジテレビ（CX）及び下記以外 | 今夜はナゾトレ                                                                  |
| 火曜 19:00 - 20:00 | 関西テレビ（KTV）            | ちゃちゃ入れマンデー                                                            |
| 火曜 20:00 - 21:00 | フジテレビ（CX）及び下記以外 | カスペ!                                                                         |
| 火曜 20:00 - 21:00 | 関西テレビ（KTV）            | やすとも・友近のキメツケ!※あくまで個人の感想です                                |
| 火曜 20:00 - 21:00 | テレビ西日本（TNC）          | じもちゃんねる                                                                  |
| 金曜 19:00 - 20:00 | フジテレビ（CX）及び下記以外 | 坂上どうぶつ王国                                                                |
| 金曜 19:00 - 20:00 | 北海道文化放送（UHB）        | 発見!タカトシランド                                                             |
| 金曜 19:00 - 20:00 | 岡山放送（OHK）              | 金バク!                                                                         |
| 金曜 19:00 - 20:00 | テレビ西日本（TNC）          | 華丸・大吉のなんしようと?                                                       |
| 金曜 19:00 - 20:00 | 沖縄テレビ（OTV）            | アゲアゲめし（19:00 - 19:30） おしゃれクリップ（19:30 - 20:00、日本テレビ制作） |

#### テレビ朝日（EX）
| 放送時間           | 放送局                             | 放送番組     |
| ------------------ | ---------------------------------- | ------------ |
| 水曜 19:00 - 20:00 | テレビ朝日（EX）及び全フルネット局 | 朝メシまで。 |

ただし、朝日放送テレビ（ABC）では上記とは別にネットワークセールス枠である月 - 金曜23時台を「ナイトinナイト」に、静岡朝日テレビ（SATV）では金曜23時台前半を「スポーツパラダイス」に差し替えて放送している。

#### テレビ東京（TX）
| 放送時間           | 放送局                       | 放送番組                                                                          |
| ------------------ | ---------------------------- | --------------------------------------------------------------------------------- |
| 火曜 18:25 - 19:54 | テレビ東京（TX）及び全系列局 | 火曜エンタ                                                                        |
| 火曜 19:54 - 20:54 | テレビ東京（TX）及び全系列局 | ありえへん∞世界                                                                   |
| 火曜 20:54 - 21:54 | テレビ東京（TX）及び全系列局 | 開運!なんでも鑑定団                                                               |
| 土曜 18:30 - 19:54 | テレビ東京（TX）及び下記以外 | 土曜スペシャル                                                                    |
| 土曜 18:30 - 19:54 | テレビ北海道（TVh）          | 旅コミ北海道じゃらんdeGO!（18:30 - 19:00） EXITのハッケン北海道!（19:00 - 19:54） |
| 土曜 18:30 - 19:54 | テレビ愛知（TVA）            | 千原ジュニアの愛知あたりまえワールド☆〜あなたの街に新仰天!〜                      |
| 土曜 18:30 - 19:54 | テレビ大阪（TVO）            | おとな旅あるき旅（18:30 - 18:58） 大阪おっさんぽ（18:58 - 19:54）                 |
| 土曜 18:30 - 19:54 | TVQ九州放送                  | はてなのてん（18:30 - 18:55） 福岡お役立ち情報バラエティたくなる（18:55 - 20:00） |
| 土曜 19:54 - 20:54 | テレビ東京（TX）及び下記以外 | 出川哲朗の充電させてもらえませんか?                                               |
| 土曜 19:54 - 20:54 | TVQ九州放送                  | ちょっと福岡行ってきました!（20:00 - 20:54）                                      |

## ラジオのローカル枠

### ローカル枠設置番組
NHK-FM
- 「地域別番組」（月曜 - 金曜18:00 - 18:50）
- 邦楽ジョッキー（金曜11:00 - 11:50）

JFN系列
- SCHOOL OF LOCK!（平日22:55 - 23:00）
- OH! HAPPY MORNING（平日7:30 - 10:55）

JRN系列
- 生島ヒロシのおはよう一直線（平日5:30 - 6:30）